# 栗原貴子
栗原 貴子（くりはら たかこ、1962年10月3日 - ）は、日本の女性政治家。豊中市議会議員を1期、大阪府議会議員を2期務めた。大阪府議会議員時代は、自由民主党に所属し、同党の大阪府議会議員団女性局幹事を務めた。3人の娘の母親でもある。

## 経歴
- 1962年 - 大阪府豊中市にて生誕。

- こうづしま幼稚園、豊中市立豊島西小学校、豊中市立第一中学校、大阪府立北野高等学校、大阪大学経済学部卒業。

- 1985年 - 大阪大学経済学部卒業後、東レにシステムエンジニアとして入社。

- 1989年 - あずさ監査法人。

- 1993年 - 栗原会計事務所を開業。

- 2003年 - 大阪府議会議員選挙に出馬し、落選。

- 2007年 - 豊中市議会議員選挙に出馬し、当選。

- 2011年 - 大阪府議会議員選挙に出馬し、当選。

- 2015年 - 大阪府議会議員選挙に出馬し、当選。 大阪府知事選挙に出馬し、落選。